# Roy Walter Alward
Pour les articles homonymes, voir Alward.
Roy Walter Alward (20 septembre 1877-19 juin 1959) est un homme politique canadien de la Colombie-Britannique. Il est député provincial conservateur de la circonscription britanno-colombienne de Fort George d'une élection partielle en 1931 à 1933.